# قائمة الوديان في قطر
تُعْتَبَر الأودية الجافة مناطق كانت عامرة بالمياه خلال العصر المطير، لكنها جفت لتوقف هُطُول الأمطار تاركةً لنا مجموعة من القنوات التي تشق اليابسة، والتي أُطْلِقَ عليها فيما بعد اسم الأودية الجافة، ولهذه الأودية خصوصية في قطر؛ حيث إنها تَشُقُّ استواء السطح، وتخلخله، وتُحْدِثُ به تَغَيُّرًا طبيعيا في غاية الروعة والجمال، وتمتلك قطر من هذه الأودية 615 وادي جاف، وتنتشر 90% من هذه الأودية في النصف الشمالي من قطر، وهي قصيرة لا يتجاوز طولها سبعة كيلومترات في المتوسط، وليس كلها معروف، ولكن هناك بعض الأودية معروف، ويحمل اسمًا.

## قائمة وديان قطر
وادي النُّعمان : من الأودية الهامَّة في قطر، وتبلغ مساحة حوضه 7.2 كيلومتر، ويجري بالعرض، أي أن اتجاه المياه به في حالة سقوط الأمطار الغزيرة يكون شرقي غربي، وهو يصب في الساحل الغربي من قطر، ويصل طوله لنحو 6 كيلومترات، ويبلغ أقصى عرض له نحو 2.35 كيلومتر، أما أقل عرض فيصل لنحو 55 مترًا .
وادي إرفيج (الرفيق) : يشترك وادي الرفيق مع وادي الأودية السابقة في أنه يصب في الساحل الغربي لقطر، إلا أنه أصغرهم، فمساحة حوضه بحوالي 7 كيلومتر، واتجاه الجريان به شمالي غربي، ويبلغ طول المجرى نحو 5.1 كيلومتر، ويبلغ أقصى عرض له 2.25 كيلومتر، بينما يصل في أقل عرض له لنحو 35 مترًا.
وادي الرَّيَّان : لوادي الرَّيَّان في قطر نكهته الخاصة، فهو بالإضافة لقربه من الدوحة – قلب قطر النابض – فإنه ذو بَصْمَة واضحة في حياة القطريين، فعلى اسمه ظهر أحد أشهر الأندية في قطر وهو نادي الريان القطري، كما أنه يصبُّ في اتجاه مُغَيار لاتجاه معظم الأودية الجافة في قطر؛ حيث نجد مياهه تجري في اتجاه جنوبي شرقي؛ بالإضافة إلى أنه يصب في الساحل الشرقي من قطر، ووادي الريان من الأودية الصغيرة في مساحتها حيث تبلغ مساحته نحو أربعة كيلومترات مربعة، وَيُقَدَّر طوله بـ 3.8 كيلومتر، بينما يصل أقصى عرض له لنحو 2.25 كيلومتر، أما أقل عرض فيبلغ 30 مترًا، وبالتالي فإنه في بعض أجزائه يكون من أضيق الأودية الجافة في قطر .
وادي السيلية : يقع هذا الوادي جنوب وادي الرَّيَّان، ويصب في الساحل الشرقي من قطر، واتجاه جريان الماء به جنوبي شرقي، أي أنه من الأودية القليلة التي تُشَابِه وادي الريان في اتجاه الجريان، وبالتالي يصح تسمية هذا الوادي بتوأم الريان، وَيُقَدَّر طوله بنحو 3.7 كيلومتر، بينما يُقَدَّر متوسط العرض في هذا الوادي بنحو 680 مترًا، وبالتالي فهو من أصغر الأودية الجافَّة في قطر حجمًا وطولًا.

ومن الأودية الأخرى في قطر وادي البنات: وهو وادي ذو سُمْعَة سيئة؛ حيث يُعْتَقَد أنه كان يُستخدم في وأد البنات في عصور ما قبل الإسلام، ومن هنا جاءت تسميته بوادي البنات، وهو يقع شمال وادي الريان، كما يوجد أودية أخرى، مثل: وادي مشيرب، ووادي الذئاب، وغيرها.